# Verdikt

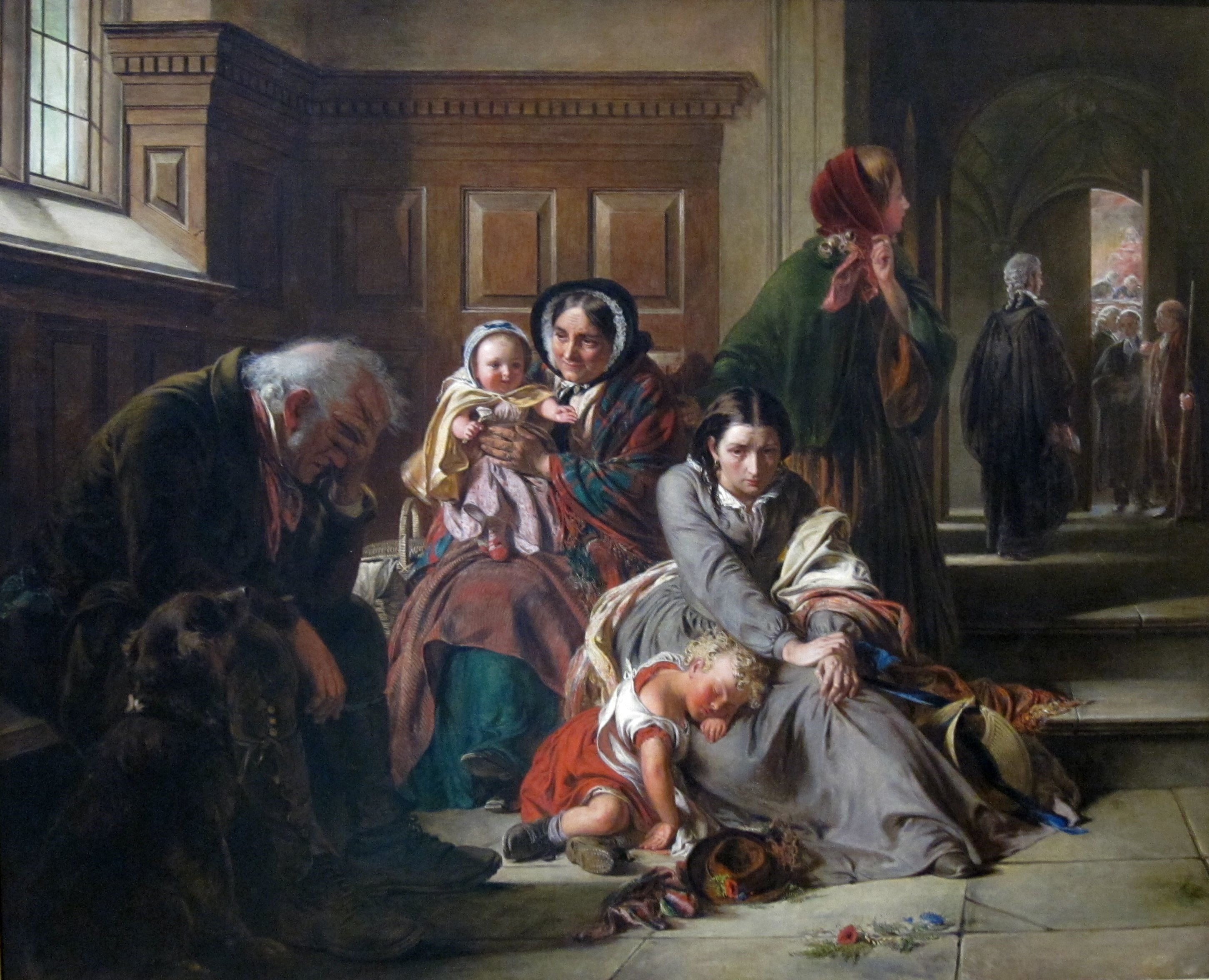
Lidé, kteří čekají na verdikt, vědí že pro ně nebude příznivý.

Verdikt (angl. verdict) je odpověď poroty v soudním řízení trestním (někdy i v řízení civilním, u soudu koronera ap.). Jeho obsahem je zpravidla rozhodnutí o vině: zda je obžalovaný vinen (angl. guilty) nebo nevinen (angl. not guilty) z jednotlivých bodů obžaloby.
Tento procesní krok následuje poté, co profesionální soudce pro porotce právě proběhlé hlavní líčení shrne (angl. summing up) a vysvětlí jim, jak přesně stojí otázka, kterou mají zodpovědět. Pak se porota odebere k poradě, na které diskutuje a snaží se dojít k jednohlasnému stanovisku.
Pokud se obviněný ke spáchání trestného činu přizná (často proto, že uzavřel s prokurátorem dohodu o vině a trestu), verdikt se nevynáší. Obviněný se tím totiž zároveň zcela vzdává práva na hlavní líčení před porotou.
Pokud se obviněný přiznal, nebo pokud porota jednohlasně dospěje k verdiktu „vinen“, pokračuje soudní proces již bez její přítomnosti. V této závěrečné fázi, stanovení trestu (angl. sentencing), si soudce nejdříve pečlivě vyslechne argumentaci obžaloby i obhajoby. Trest pak uloží v rozmezí trestní sazby stanoveném zákonem (mandatory sentencing) nebo v tzv. sentencing guidelines (doporučení nějaké komise, záleží podle státu) a podle výše trestů v precedentních případech.
Verdikt je znám od té doby, kdy soudní porotu v Anglii zavedl král Jindřich II. Plantagenet. Častý je kromě zemí angloamerického práva i v jiných zemích, kde se v soudnictví vyskytují laické poroty. V původní anglo-normanštině znamenalo vere + dict prostě říci pravdu.